# 孫棨
孫棨（1882年—？）原名孫多棨，字孟戟，安徽省寿县人，中华民国官员。

## 生平

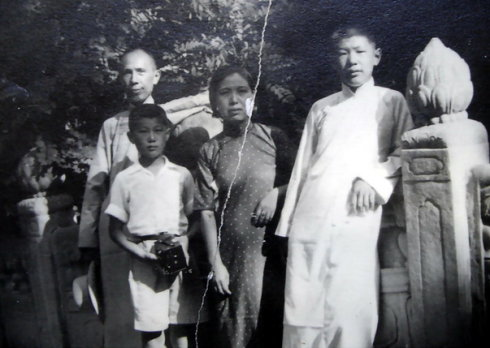
自右至左：子孙彦方（1920年生）、孙棨之妻、子孙儀方（1923年生）、孙棨。此相片曾在文革中被损。

孫棨毕业于日本陆军士官学校。在日本留学期间，曾加入中国同盟会。1908年，在清政府举办的廷试中获得优等，特赏给陆军步科举人。
中华民国初年，孫棨曾先后帮助时任安徽都督的堂兄弟孙毓筠（原名孙多琪）、孙多森开展工作。后来，孫棨出任国民革命军第三十七军参谋长。1927年12月3日，孫棨任安徽省政府委员，任至1929年5月18日。从1928年5月1日至1929年5月3日，孫棨代理安徽省政府主席（主席为陈调元）。

## 家庭
- 子：孙彦方（1920年－？）成都中央陆军军官学校第17期炮科毕业之后，1943年2月入卫立煌部，成为中国远征军赴缅甸，此后在缅甸战场失踪。
- 子：孙儀方（1923年－2011年）